# Manuel Carrasco i Formiguera
Pour les articles homonymes, voir Carrasco.
Cet article possède un paronyme, voir Manuel Carrasco (homonymie).
Manuel Carrasco i Formiguera, né à Barcelone le 3 avril 1890 et mort à Burgos le 9 avril 1938, est un avocat et homme politique catalan d'idéologie démocrate chrétienne et catalaniste.

## Biographie
Il fait des études de droit à l'université de Barcelone, où il obtient un doctorat et se spécialise en droit commercial, discipline qu'il enseigne ensuite à l'École de hautes études commerciales de la Mancommunauté de Catalogne.

### Carrière politique
Au cours de sa jeunesse, il milite dans la Joventut Nacionalista (« Jeunesse nationaliste ») de la Lliga Regionalista, parti dans les rangs duquel il est élu conseiller à la municipalité de Barcelone en 1920. En 1922, il participe à la fondation du parti Acció Catalana. Il fonde la même année l'hebdomadaire nationaliste L'Estevet, qui publie des caricatures critiques envers la Dictature de Primo de Rivera, ce qui lui vaut d'être emprisonné.
En 1930, il participe à l'Accord de Saint-Sébastien en représentation d'Acció Catalana. En 1931, après la proclamation de la Seconde République espagnole, il est nommé conseiller à la santé de la Generalitat de Catalogne sous la présidence de Francesc Macià. La même année, il est élu député au Congrès pour la circonscription de Gérone, mandat au cours duquel il défend le Statut de Núria ainsi que la liberté de religion. En 1932, il est expulsé d'Acció Catalana avec d'autres membres du secteur catholique et intègre l'Union démocratique de Catalogne, créée peu de temps auparavant.

### Guerre civile et condamnation à mort
Après l'éclatement de la Guerre civile espagnole, il reste fidèle à la République et à ses idéaux démocrates-chrétiens, ce dernier aspect lui valant d'être poursuivi par certains secteurs anticléricalistes des républicains, en particulier anarchistes et communistes. Il est ainsi contraint à l'exil au Pays basque, où il collabore avec le gouvernement du lehendakari, José Antonio Aguirre.
À la suite de la prise par les franquistes de la région du Guipuscoa en février 1937, il décide de rentrer en Catalogne, où il subit une nouvelle fois la répression. Il tente de s'exiler de nouveau l'année suivante avec toute sa famille en Biscaye, mais le bateau dans lequel ils voyagent est intercepté par la marine franquiste et il est emprisonné. Il est emmené à Burgos et condamné à mort au cours d'un procès sommaire tenu le 28 août 1937.
L'exécution de la sentence est retardée de huit mois et a finalement lieu le 9 avril 1938, en dépit des négociations du Vatican pour empêcher sa mise en application. Selon différents auteurs, l'exécution est ordonnée personnellement par le général Franco, en réaction à la protestation de divers gouvernements étrangers, dont celui du Vatican, contre les bombardements d'objectifs civils par l'aviation franquiste,.
Sa veuve, Pilar Azemar i Puig de la Bellacasa, également militante d'UDC, défend par la suite la mémoire de son mari et défend à partir de 1976 sa réhabilitation. Son fils Raimon Carrasco est président intérimaire du FC Barcelone entre 1977 et 1978. Le 25 septembre 2005, le Congrès des députés accorde, à la demande du groupe parlementaire Convergència i Unió, l'annulation du conseil de guerre à l'origine de sa condamnation à mort.
Enterré au cimetière de l'église de Sant Genís dels Agudells, sa dépouille est transportée au cimetière de Montjuïc en 2001.
Sa condamnation à mort par le général Franco fut comparée à celle de Louis-Antoine de Bourbon-Condé par Napoléon Bonaparte par le journaliste Joseph Ageorges.